# 342 Dywizja Piechoty (III Rzesza)
342 Dywizja Piechoty (niem. 342. Infanterie-Division) – niemiecka dywizja z czasów II wojny światowej.
342 Dywizja Piechoty sformowana została w rejonie Koblencji na mocy rozkazu z 19 listopada 1940, w 14. fali mobilizacyjnej w XII Okręgu Wojskowym. W czasie II wojny światowej walczyła w rejonie przyczółka baranowsko sandomierskiego broniąc odcinka frontu między Ostrowcem a Tarłowem.

## Dowódcy dywizji
- gen. por. Walter Hinghofer (2 VII 1941 – 1 XI 1941);
- gen. mjr Paul Hoffmann (1 XI 1941 – 10 V 1942);
- gen. por. Albrecht Baron Digeon von Monteton (10 V 1942 – 9 VII 1942);
- gen. mjr Paul Hoffmann (9 VII 1942 – 1 VIII 1942);
- gen. por. Albrecht Baier (1.VIII.1942 – 25 IX 1943);
- gen. por. Heinrich Nickel (25 IX 1943 – 8 V 1945).

## Struktura organizacyjna
Skład w listopadzie 1940:
- 697., 698., 699. pułk piechoty, 342. pułk artylerii, 342. batalion pionierów, 342. oddział przeciwpancerny, 342. oddział łączności;

Skład w listopadzie 1943:
- 330. grupa dywizyjna (554. i 555. grupa pułkowa), 697. i 698. pułk grenadierów, 342. pułk artylerii, 342. batalion pionierów, 342. batalion fizylierów, 342. oddział przeciwpancerny, 342. oddział łączności, 342. polowy batalion zapasowy;

Skład w kwietniu 1944:
- 554., 697. i 698. pułk grenadierów, 342. pułk artylerii, 342. batalion pionierów, 342. batalion fizylierów, 342. oddział przeciwpancerny, 342. oddział łączności, 342. polowy batalion zapasowy;

Skład w marcu 1945:
- 554., 697. i 698. pułk grenadierów, 342. pułk artylerii, 342. batalion pionierów, 342. batalion fizylierów, 342. oddział przeciwpancerny, 342. oddział łączności, 342. polowy batalion zapasowy.